# Prix Edgar-Faure
Pour les articles homonymes, voir Edgar Faure et Faure.
Le prix Edgar-Faure est un prix de littérature politique remis chaque année depuis 2007 par un jury choisi par l'écrivain et psychanalyste Rodolphe Oppenheimer, pour récompenser un ouvrage politique de l'année.
L'association éponyme est présidée par le même Rodolphe Oppenheimer, neveu de Robert Oppenheimer et petit-fils du président Edgar Faure et de Lucie Faure.
Le jury décerne aussi le prix « Le regard d'Edgar » (prix de l'internaute), ainsi que le « prix de l'œuvre engagée ».

## Liste des lauréats

### Années 2000

#### 2007
En 2007, le prix est décerné à Apolline de Malherbe pour son ouvrage Politiques cherchent audimat désespérément.
Le jury 2007 était composé de :
- David Assouline
- Alain Auffray (d)
- Roland Dumas
- Florence Halimi
- Alain Juillet
- Nathalie Kosciusko-Morizet
- Thomas Veyrenc (d)
- Rodolphe Oppenheimer (d)

#### 2008
En 2008, le prix est décerné à Bruno Le Maire pour son ouvrage Des hommes d'État.
Le jury 2008 était composé de :
- Olivier Dassault
- Isabelle Debré
- Quitterie Delmas[4]
- Roland Dumas
- Patrick Gobert (d)[5]
- Élisabeth Guigou
- Rodolphe Oppenheimer (d)
- Antoine Sfeir[6]
- Philippe Tesson
- Manuel Valls
- Paul Wermus
- Laurent Wauquiez

#### 2009
En 2009, le prix est décerné à Mathieu Laine pour son ouvrage Post politique.
Le jury 2009 était composé de :
- Francis Bouvier
- Gilles Catoire
- Olivier Dassault
- Isabelle Debré
- Roland Dumas
- Élisabeth Guigou
- Yves Jégo
- Corinne Lepage
- Paul Lombard
- Jean Miot
- Viviane Neiter
- Rodolphe Oppenheimer (d)
- George Pau-Langevin
- Gonzague Saint-Bris
- Thierry Saussez
- Marie-Christine Tarby-Maire

### Années 2010

#### 2010
En 2010, le prix est décerné à Abd Al Malik pour son ouvrage La guerre des banlieues n'aura pas lieu publié au Cherche midi.
Le jury 2010 était composé de :
- Roland Dumas
- Jean-Claude Gaudin
- Pierre Moscovici
- Isabelle Debré
- Gilles Catoire
- Olivier Dassault
- Pascal Buchet
- François Sauvadet
- Viviane Neiter
- Élisabeth Guigou
- Gérard Miller
- Mathieu Laine
- Claude Ribbe
- Marie-Christine Tarby-Maire
- Philippe Chaix
- Rodolphe Oppenheimer (d)

#### 2011
En 2011, le prix est décerné à Florence Drory et Fabien Lecœuvre pour leur ouvrage François Mitterrand, Édition Ipanema.
Le jury 2011 était composé de :
- Roland Dumas
- Isabelle Debré
- Jean-Michel Baylet
- George Pau-Langevin
- Olivier Dassault
- Roger Karoutchi
- André Rossinot
- François Rebsamen
- Hugues Gall
- Rachida Dati
- Mathieu Laine
- Arnaud Ngatcha
- Gilles Catoire
- Marie-Christine Tarby-Maire
- Viviane Neiter
- Abd Al Malik
- Rodolphe Oppenheimer (d)

#### 2012
En 2012, le prix est décerné à Samir Tounsi pour son ouvrage Les Solitaires de la république, publié aux éditions Jean-Claude Lattès.
Le jury 2012 était composé de :
- Roland Dumas
- Isabelle Debré
- Olivier Dassault
- François Rebsamen
- George Pau-Langevin
- Gilles Catoire
- Jean-Philippe Pierre
- Sophie Joissains
- François Patriat
- Chantal Brunel
- Viviane Neiter
- Frédéric Fontaine
- Patrick Bloche
- Fabien Lecœuvre
- Rodolphe Oppenheimer (d)

#### 2013
En 2013, le prix est décerné à Jacques Hennen et Gilles Verdez pour leur ouvrage Manuel Valls, les secrets d'un destin, publié aux éditions du Moment. Le prix Le regard d'Edgar (prix de l'internaute) est attribué à l'ouvrage Le Coup monté de Carole Barjon et Bruno Jeudy aux éditions Plon. 
Le jury 2013 était composé de :
- Isabelle Debré
- Christiane Taubira
- François Rebsamen
- George Pau-Langevin
- François Baroin
- Olivier Dassault
- Sophie Joissains
- François Patriat
- Gilles Catoire
- David-Xavier Weiss
- Florence Pavaux Drory
- Jean-Philippe Pierre
- Viviane Neiter
- Samir Tounsi
- Richard Michel
- Rodolphe Oppenheimer (d)

#### 2014
Le prix est décerné à Natacha Polony pour Ce pays qu’on abat, chroniques 2009-2014, publié chez Plon.
Le jury 2014 était composé de :
- Isabelle Debré
- Olivier Dassault
- Jacques Séguéla
- Luc Carvounas
- Alain Bauer
- Sophie Joissains
- Gilles Catoire
- Frédéric de Saint-Sernin
- Viviane Neiter
- Gérald-Brice Viret
- Bernard Granger
- Jean-Philippe Pierre
- Sihem Souid
- Mathieu Quétel
- David-Xavier Weiss
- Frank Soloveicik
- Vincent Perrin
- Rodolphe Oppenheimer (d)

#### 2015
Le prix est décerné à Arash Derambarsh pour Manifeste contre le gaspillage, publié chez Fayard. Le prix Le regard d'Edgar (prix de l'internaute) est décerné à Politique et Éthique : regards croisés, Bart and Jones, un ouvrage collectif coordonné par Nathalie Bordeau et David-Xavier Weiss.
Le jury 2015 était composé de :
- Isabelle Debré
- Gonzague Saint Bris
- Olivier Dassault
- Jean-Christophe Lagarde
- Luc Carvounas
- Claude Goasguen
- Lorraine Fouchet
- Viviane Neiter
- François Patriat
- Rama Yade
- Gilles Catoire
- Najwa El Haïte
- Jean-Philippe Pierre
- Eric Trublet
- Jean-Louis Testud
- Bernard Granger
- David-Xavier Weiss
- Rodolphe Oppenheimer (d)

#### 2016
Le prix est décerné à Frédéric Salat-Baroux pour La France est la solution publié chez Plon. Le prix Le regard d'Edgar (prix de l'internaute) est décerné à Aux actes dirigeants, de Robin Rivaton, Fayard.
Le jury 2016 était composé de :
- Jean-Marie Le Guen
- Isabelle Debré
- Olivier Falorni
- Olivier Dassault
- Jean-Christophe Lagarde
- Luc Carvounas
- Claude Goasguen
- Valérie Pécresse
- Philippe Benguigui
- François Patriat
- Xavier Bertrand
- Michel Derdevet
- Tony Dreyfus
- Viviane Neiter
- Frédéric de Saint-Sernin
- Marie-Thérèse Bertini
- Rama Yade
- Jean-Philippe Pierre
- Nathalie Bordeau
- Jean-Pierre Chevènement
- Philippe Logak
- Bernard Granger
- Jean-Marie Cambacérès
- David-Xavier Weiss
- Rodolphe Oppenheimer (d)

#### 2017
Le prix Edgar-Faure est décerné à François Sureau pour son ouvrage Pour la liberté publié aux éditions Tallandier ; le prix Le regard d'Edgar (prix de l'internaute) aux journalistes Bernard Pascuito et Olivier Biscaye pour leur ouvrage Les politiques aussi ont une mère édité par Albin Michel ; le prix de l'Œuvre Engagée à Moché Lewin pour son ouvrage Les Juifs engagés dans la nation (éditions Transmettre).
Le jury 2017 était composé de :
- Isabelle Debré
- Olivier Dassault
- Jean-Christophe Lagarde
- Luc Carvounas
- Claude Goasguen
- Michel Hannoun
- Hadrien Ghomi
- Viviane Neiter
- Frédéric de Saint-Sernin
- Marie-Thérèse Bertini
- Jean-Guy Talamoni
- Jean-Philippe Pierre
- Valérie Nahmias
- Anne-Sophie Coppin
- Frédéric Salat-Baroux
- Robin Rivaton
- Michel Terrioux
- Bernard Granger
- Jean-Marie Cambacérès
- David-Xavier Weiss
- Jean-Philippe Morel
- Rodolphe Oppenheimer (d)

#### 2018
Le prix Edgar-Faure 2018 est décerné à Agnès Verdier-Molinié pour son ouvrage En marche vers l'immobilisme publié aux éditions Albin Michel ; le prix Le regard d'Edgar (prix des internautes) à Marion Leboyer et Michel Llorca pour Psychiatrie : l’état d'urgence aux Éditions de l'Observatoire ; le prix de l’Œuvre engagée à Maël de Calan pour La Tentation populiste aux éditions Transmettre.
Le jury 2018 était composé de :
- Isabelle Debré
- Olivier Dassault
- Claude Goasguen
- Michel de Rosen
- Caroline Haddad-Farhana
- Étienne Klein
- Frédéric Salat-Baroux
- Hadrien Ghomi
- Jean-Guy Talamoni
- François Heilbronn
- Viviane Neiter
- Jean-Pierre Bibring
- Jean-Christophe Lagarde
- Sihem Souid
- Moché Lewin
- Marie-Thérèse Bertini
- Jean-Philippe Pierre
- Edith Rebillon
- Michel Hannoun
- Anne-Sophie Coppin
- Vincent Prieux
- Michel Terrioux
- Bernard Granger
- David-Xavier Weiss
- Jean-Philippe Morel
- Rodolphe Oppenheimer (d)

#### 2019
Le prix Edgar-Faure 2019 est décerné à Nicolas Sarkozy pour son ouvrage Passions publié aux éditions de l'Observatoire ; le prix de l’Œuvre engagée ex æquo à Antoine Santoni pour le Brexit franco-allemand aux éditions Ramsay et à André Yché pour Commerce et guerre aux éditions economica.
Le jury 2019 était composé de :
- Isabelle Debré
- Claude Goasguen
- Christophe Maliszewski
- Caroline Haddad-Farhana
- Grégoire Lucas
- Frédéric Salat-Baroux
- Viviane Neiter
- Sihem Souid
- Moché Lewin
- Michel Hannoun
- Marie-Thérèse Bertini
- Jean-Philippe Pierre
- Édith Rebillon
- Anne-Sophie Coppin
- Vincent Prieux
- Bernard Granger
- David-Xavier Weiss
- Serge Uzan
- Jean-Philippe Morel
- Rodolphe Oppenheimer (d)

### Années 2020

#### 2020
Le prix Edgar-Faure 2020 est décerné ex æquo à Alain Juppé pour Mon Chirac, histoire d'une amitié singulière, publié chez Tallandier, et au Grand rabbin de France, Haïm Korsia pour Réinventer les aurores publié aux éditions Fayard.
Le jury 2020 était composé de : 
- Isabelle Debré
- Claude Goasguen
- Christophe Maliszewski
- Caroline Haddad-Farhana
- Grégoire Lucas
- Frédéric Salat-Baroux
- Viviane Neiter
- Sihem Souid
- Moché Lewin
- Michel Hannoun
- Marie-Thérèse Bertini
- Jean-Philippe Pierre
- Édith Rebillon
- Anne-Sophie Coppin
- Vincent Prieux
- Bernard Granger
- David-Xavier Weiss
- Serge Uzan
- Jean-Philippe Morel
- Rodolphe Oppenheimer (d)

#### 2021
Le prix Edgar-Faure 2021 est décerné ex æquo à Denis Olivennes pour Un étrange renoncement publié aux Éditions Albin Michel, et Valérie Perez-Ennouchi pour Destins de femmes chez Ramsay.
Le jury 2021 était composé de :
- Isabelle Debré
- Claude Goasguen
- Christophe Maliszewski
- Caroline Haddad-Farhana
- Grégoire Lucas
- Frédéric Salat-Baroux
- Viviane Neiter
- Sihem Souid
- Moché Lewin
- Michel Hannoun
- Marie-Thérèse Bertini
- Jean-Philippe Pierre
- Édith Rebillon
- Anne-Sophie Coppin
- Vincent Prieux
- Bernard Granger
- David-Xavier Weiss
- Serge Uzan
- Jean-Philippe Morel
- Rodolphe Oppenheimer (d)

#### 2022
Le prix Edgar-Faure 2022 est décerné à Frédéric Potier pour La menace 732 publié aux Éditions de l'Aube.
Le prix de l'Œuvre Engagée est attribué au militaire David Galtier pour Mon combat contre le crime : de l'affaire Grégory au crash de la Germanwings publié aux Éditions Robert Laffont ; le prix Le regard d'Edgar (prix de l'internaute) revient, quant à lui, à Kaotik 747 pour Rappeur et républicain publié aux Éditions de l'Observatoire.
Le jury 2022 était composé de :
- Déborah Abisror de Lième
- Bernard Granger
- Caroline Haddad-Farhana
- Mathilde Hingray
- Jean Hingray
- Jean-Philippe Morel
- Naïma Moutchou
- Rémi Muzeau
- Viviane Neiter
- Rodolphe Oppenheimer (d)
- Jean-Philippe Pierre
- Vincent Prieux
- Sihem Souid
- Jean Veil
- David-Xavier Weiss

#### 2023
Le prix Edgar-Faure 2023 est décerné à Yann Moix pour Hors de moi publié aux Éditions Grasset
Le prix de l'Œuvre Engagée ex æquo  est attribué à Anthony Samama pour Insurrection publié chez Ramsay et à Stéphane Juvigny pour Esthétique de la trahison ; le prix Le regard d'Edgar (prix de l'internaute) revient, quant à lui, à Georges Fenech pour L'ensauvagement de la France : la responsabilité des juges et des politiques publié aux Éditions du Rocher.
Le jury 2023 était composé de :
- Déborah Abisror de Lième
- Dominique Estrosi Sassone
- Bernard Granger
- Caroline Haddad-Farhana
- Jean Hingray
- Jean-Philippe Morel
- Viviane Neiter
- Rodolphe Oppenheimer (d)
- Ludovic Perney
- Nicolas Pierre
- Jean-Philippe Pierre
- Frédéric Potier
- Béatrice Saillard
- Sihem Souid
- David-Xavier Weiss

#### 2024
Le prix Edgar-Faure 2024 est décerné à Rachel Khan pour Encore debout publié aux Éditions de l'Observatoire
Le prix de l'Œuvre Engagée est attribué à Frédéric Dabi et Brice Soccol pour Parlons-nous tous la même langue ? publié aux Éditions de l'Aube ; le prix Le regard d'Edgar (prix de l'internaute) ex æquo revient, quant à lui, à Béatrice Brugère pour Justice : La colère qui monte publié aux Éditions de l'Observatoire et Fabrice Haccoun pour Rallumons les lumières... pour la France aux Éditions de l'Archipel.
Le jury 2024 était composé de :
- Michel de Rosen
- Marie-Guite Dufay
- Dominique Faure
- Anne Fulda
- Bernard Granger
- Caroline Haddad-Farhana
- Jean Hingray
- Éric Naulleau
- Viviane Neiter
- Rodolphe Oppenheimer (d)
- Ludovic Perney
- Jean-Philippe Pierre
- Vincent Prieux
- Antoine Santoni
- David-Xavier Weiss